# Détente post-glaciaire
Ne doit pas être confondu avec Rebond post-glaciaire.

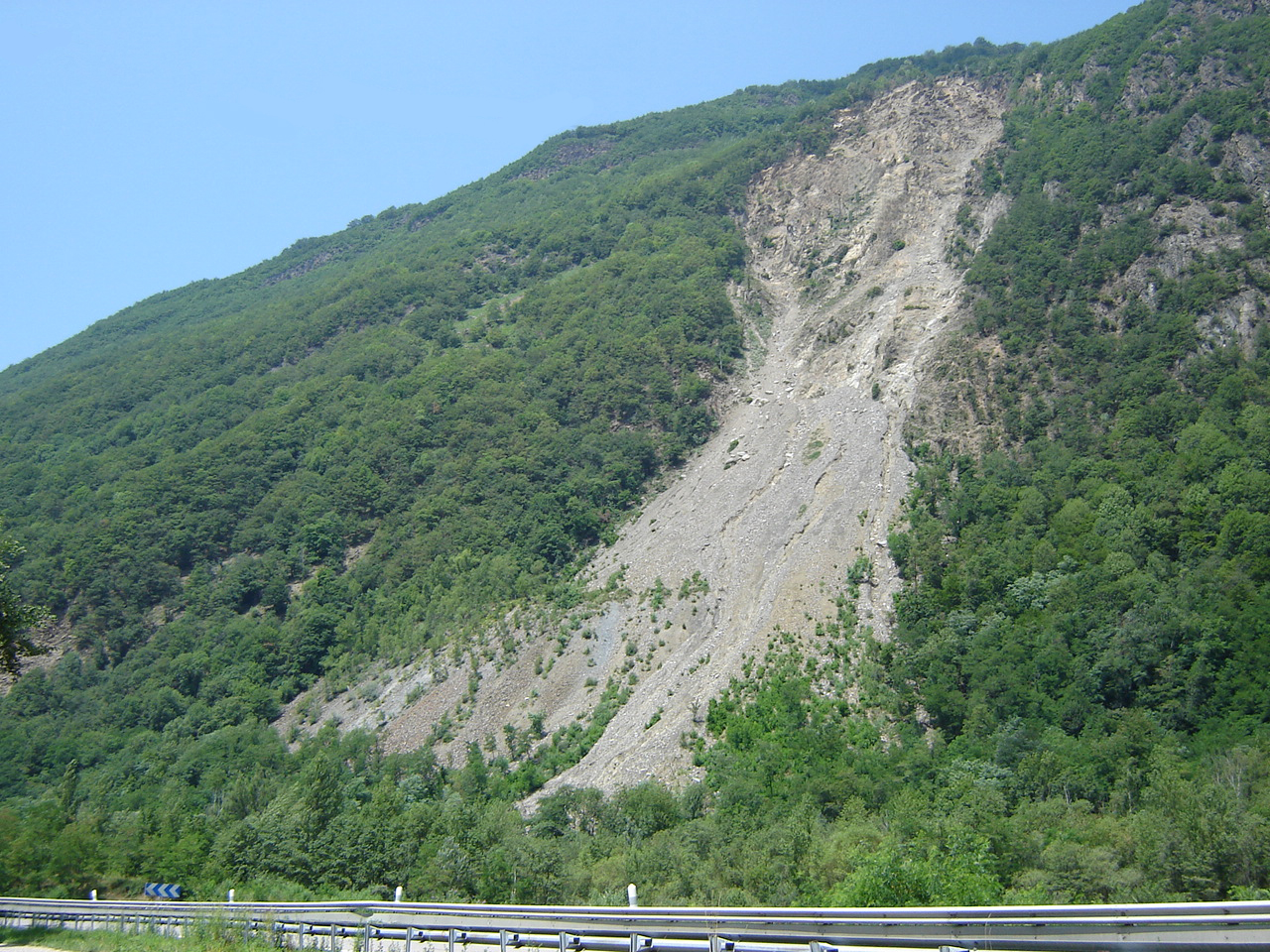
Vue des ruines de Séchilienne, un écroulement en Oisans, dans les Alpes françaises, qui serait une conséquence d'une décompression glaciaire à la suite de la fonte du glacier de la Romanche.

La détente post-glaciaire ou décompression glaciaire désigne le phénomène où les parois montagneuses, jusqu'alors comprimées par la masse de glace, ne sont plus maintenues et sont affectées à des degrés divers par une instabilité gravitaire, entraînant alors des tassements de versant, des glissements de terrain et autres écroulements. La détente post-glaciaire se manifeste par une fissuration des parois et le déclenchement d'écroulements rocheux. Elle entraîne la déstabilisation du versant et le démantèlement des parois rocheuses.
Dans un espace autrefois recouvert d'un glacier, du fait de l'inertie inhérente à la paroi, le substrat rocheux conserve sa force de réaction pendant un certain temps après la fonte du glacier, la disparition du glacier entraînant une modification du champ de pression, rompant alors l'équilibre des forces. 
Ce phénomène se produit depuis quelques milliers d'années dans certaines vallées des chaînes de montagne affectées par la dernière glaciation comme les Alpes. Le réchauffement climatique entrainant la fonte accélérée de certains glaciers de vallée dans les Alpes ou l'Himalaya soumet à ce phénomène certaines régions de haute montagne jusqu'alors épargnées.